# 해리 브레친
해리 데이비드 브레친(영어: Harry David Brecheen, /brəˈkiːn/, 1914년 10월 14일~2004년 1월 17일)은 "더 캣"(영어: the Cat)이라는 별명으로 알려진 미국의 프로 야구 선수로, 좌완 투수였다. 12시즌 동안 메이저 리그 베이스볼(MLB)의 세인트루이스 카디널스와 세인트루이스 브라운스에서 뛰었다. 세인트루이스 카디널스의 스타 선수 중 한 명으로, 1946년에는 단일 월드 시리즈에서 3승을 따낸 최초의 좌완 투수가 되었다. 1948년에는 내셔널 리그의 평균자책점과 탈삼진 부문에서 1위에 올랐다.
통산 월드 시리즈 평균자책점이 0.83으로, 이는 1946년부터 1974년까지 월드 시리즈 최저 평균자책점 기록이었다. 1951년부터 1971년까지 세인트루이스 카디널스 소속 좌완으로서 통산 최다 탈삼진 기록을 갖고 있었으며, 은퇴 당시 역대 투수 중 네 번째로 높은 수비율(.983), 좌완 중에는 가장 높은 수비율을 기록하고 있었다.